# Маляри (Староґардський повіт)
Маляри (пол. Malary, нім. Mallar) — село в Польщі, у гміні Скаршеви Староґардського повіту Поморського воєводства.
Населення — 109 осіб (2011).
У 1975-1998 роках село належало до Гданського воєводства.

## Демографія
Демографічна структура станом на 31 березня 2011 року:
|          | Загалом | Допрацездатний вік | Працездатний вік | Постпрацездатний вік |
| -------- | ------- | ------------------ | ---------------- | -------------------- |
| Чоловіки | 55      | 12                 | 40               | 3                    |
| Жінки    | 54      | 17                 | 33               | 4                    |
| Разом    | 109     | 29                 | 73               | 7                    |